# Кинбурнска коса
Кинбурнската коса (на украински: Кінбурнська коса; на турски: Kılburun, Кълбурун – Остър нос) в Черно море се намира в Украйна, Николаевска област, Очаковски район.
В страната разговорно под Кинбурнска коса или само Кинбурн (по името на крепостта на косата) често се подразбира целият Кинбурнски полуостров, част от който е косата.

## География
Заема северозападната част на Кинбурнския полуостров, разположен между Днепровско-Бугския лиман на север и Ягорлицкия залив на юг.
Носът на косата отстои на 3,5 километра югозападно от пристанищния град и районен център Очаков. Изкуственият остров Первомайски, използван от СССР и Украйна за вонноморска база (за спецназа и др.), се намира на 2,5 км източно от средната част на косата и на 3,5 км южно от Очаков.
Представлява пясъчна коса – дълга и тясна ивица ниска земя в морето. Дължината на косата е около 8,5 километра, а нейната ширина в началото е 3,8 км.
Значителна част от косата е заета от защитената територия Регионален ландшафтен парк „Кинбурнска коса“, който влиза в състава на националния природен парк „Белобережие на Святослав“ в Очаковски район.
На Кинбурнската коса няма населени места и постоянно население.

## История
В средната част на косата през ХV век османците изграждат крепостта Кинбурн, която е завзета и разрушена от руски отряд през 1736 г. Възстановена е от османците; преминава към Руската империя през 1774 г. Край нея по време на Руско-турската война (1787 – 1792) генерал Александър Суворов разгромява голям турски десант (1787). В хода на последното сражение (1855) от Кримската война крепостта е разрушена от франко-британския флот.
Крепостта Кинбурун след това не е възстановявана и не е използвана като военен обект. След Кримската война, съгласно Парижкия мирен договор от 1856 г., останките от крепостта са разчистени. От материала е натрупан (1790) изкуственият остров Батарейни (днес Первомайски или Майски) на входа в Днепро-Бугския лиман.